# Laddenvean
Laddenvean – wieś w Anglii, w Kornwalii. Leży 33 km na wschód od miasta Penzance i 386 km na południowy zachód od Londynu.